# مقاطعات ساو تومي وبرينسيبي
تنقسم محافظات ساو تومي وبرينسيبي ( São Tomé and Príncipe ) إلى 7 مقاطعات. 6 مقاطعات تقع في الجزيرة الرئيسية ساو تومي وواحدة ( Pagué ) تغطي جزيرة برينسيبي. الجدول التالي يوضح كل مقاطعة وعاصمتها.

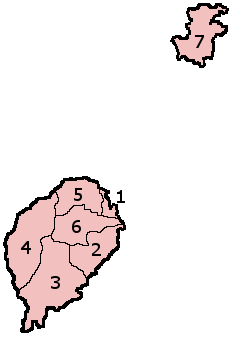
مقاطعات ساو تومي وبرينسيبي

| الرقم على الخريطة | المقاطعة               | العاصمة                                       | المساحة (كم2) | تعداد السكان (إحصاء 2012) |
| ----------------- | ---------------------- | --------------------------------------------- | ------------- | ------------------------- |
| 1                 | أجوا غراند Água Grande | ساو تومي São Tomé                             | 17            | 73,091                    |
| 2                 | كانتاجالو Cantagalo    | سانتانا Santana                               | 119           | 18,194                    |
| 3                 | كويه Caué              | ساو جواو دوس أنجولاريس São João dos Angolares | 267           | 6,887                     |
| 4                 | ليمبا Lembá            | نيفيز Neves                                   | 230           | 15,370                    |
| 5                 | لوباتا Lobata          | غوادالوبي Guadalupe                           | 105           | 20,007                    |
| 6                 | مي-زوتشي Mé-Zóchi      | ترينداد Trindade                              | 122           | 46,265                    |
| 7                 | بغويه Pagué            | سان أنطونيو Santo António                     | 142           | 7,542                     |